# VTV 4
VTV 4 est une chaîne de télévision généraliste internationale publique vietnamienne, appartenant à la compagnie nationale de télévision Télé-Viêt Nam (Đài Truyền hình Việt Nam). Émanation du ministère de l'information et de la communication, elle relève également du cabinet du Premier ministre et du Comité central du Parti communiste vietnamien.

## Histoire de la chaîne
Lancée en 1998, VTV 4 sert tout à la fois de « vitrine du Vietnam » à l'étranger et de lien entre les Vietnamiens restés « au pays » et ceux de la diaspora. Émettant à raison de quelques heures par jour à l'origine (quatre heures de minuit à 4 heures du matin, heure de Hanoï), elle est désormais diffusée sans interruption, et est disponible partout dans le monde grâce à sa reprise sur plusieurs satellites et réseaux câblés.

## Programme
Sa grille des programmes comprend des émissions issues des trois principales chaînes hertziennes du pays (VTV 1, VTV 2 et VTV 3), en direct ou en différé. Elle intègre ainsi les principales éditions du journal télévisé, que ce soit en vietnamien (NEWS), en français ou encore en anglais (un bulletin quotidien pour chacune de ces deux langues), mais aussi des séries, des magazines, des jeux télévisés ou encore des variétés.
- Détails : Liste des émissions de Télé-Viêt Nam (en).